# محمودجان وحیدوف
محمودجان وحیدوف(۱۰ اکتبر ۱۹۳۹، شیدان، تاجیکستان - ۱۲ نوامبر ۱۹۷۷، بغداد، عراق) بازیگر تاجیک تئاتر و سینمای شوروی بود. از فیلم‌هایی که او در آنها بازی کرده‌است می‌توان به فیلم افسانه رستم اشاره نمود.